# Fingulus
Fingulus is een geslacht van wantsen uit de familie van de Miridae (Blindwantsen). Het geslacht werd voor het eerst wetenschappelijk beschreven door William Lucas Distant in 1904.

## Soorten
Het genus bevat de volgende soorten:

- Fingulus angkorensis Yasunaga & Yamada
- Fingulus angusticuneatus Stonedahl & Cassis, 1991
- Fingulus apoensis Stonedahl & Cassis, 1991
- Fingulus atra (Hsiao, 1944)
- Fingulus atrocaeruleus Distant, 1904
- Fingulus brevirostris Ren, 1983
- Fingulus collaris Miyamoto, 1965
- Fingulus curticornis Stonedahl & Cassis, 1991
- Fingulus gracilis Akingbohungbe, 1981
- Fingulus gressitti Stonedahl & Cassis, 1991
- Fingulus henrytomi Nakatani & Yasunaga, 2018
- Fingulus ifensis Linnavuori, 1975
- Fingulus inflatus Stonedahl & Cassis, 1991
- Fingulus libbyi Akingbohungbe, 1981
- Fingulus longiceps Linnavuori, 1975
- Fingulus longicornis Miyamoto, 1965
- Fingulus novocaledonicus Stonedahl & Cassis, 1991
- Fingulus parvus Akingbohungbe, 1981
- Fingulus porrecta (Bergroth, 1916)
- Fingulus puncticollis Stonedahl & Cassis, 1991
- Fingulus rubricatus Yasunaga & Yamada
- Fingulus ruficeps Hsiao & Ren, 1983
- Fingulus sumatranus Stonedahl & Cassis, 1991
- Fingulus takahashii Nakatani, Yasunaga & Takai, 1999
- Fingulus umbonatus Stonedahl & Cassis, 1991